# Isabel Behncke Izquierdo
Isabel Behncke Izquierdo (Santiago de Xile, 10 de novembre, 1976) és una primatòloga xilena, que estudia la conducta social, especialment el joc, dels bonobos (Pan paniscus) de les altres espècies, juntament amb el ximpanzé, dintre del gènere Pan.
Al 2011, va ser becària de TED i va donar una xerrada «El regal del joc de l'evolució, des dels simis bonobo fins als humans».
A l'octubre de 2013 va aparèixer al Museu de la Curiositat de BBC Ràdio 4. La seva hipotètica donació a aquest museu fictici va ser «un arbre que riu», un arbre en el qual els Bonobos es congreguen i se'n riuen de tal manera que l'arbre en si mateix semblaria riure.
És membre del Grup d'Investigació a Neurociència Social i Evolutiva de la Universitat d'Oxford, i del Centre d'Investigació en Complexitat Social de la Universidad del Desarrollo.